# Lovaglás az 1900. évi nyári olimpiai játékokon
Az 1900. évi nyári olimpiai játékokon öt lovas versenyszámot rendeztek meg. Ezekből a Nemzetközi Olimpiai Bizottság csak hármat ismer el hivatalos olimpiai programként, és azt is csak az 1970-es évektől. Azt nem tudjuk biztosan, hogy hány versenyző volt ott, de valőszínű hogy 37 és 64 között volt a számuk. A résztvevők számának megállapítását bonyolítja az is, hogy egy lovas több lóval is indulhat egy versenyen. Öt nemzet versenyzett ezen az olimpián, és a nem olimpiai számokban még három, (Németország, Spanyolország és Ausztria).  Egy női lovas volt, Elvira Guerra, de ő csak a nem olimpiai összevont "hátas és vadász ló" (franciául: Chevaux de Selle és Attelages, angolul pedig Hacks and Hunter Combined) versenyen vett részt.

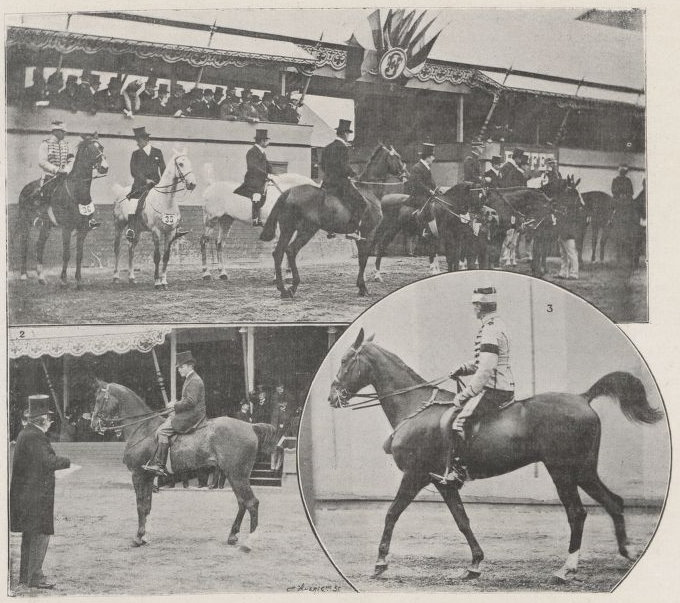
1900.

## Éremtáblázat
(A rendező ország csapata eltérő háttérszínnel, az egyes számoszlopok legmagasabb értéke, vagy értékei vastagítással kiemelve.)
| Az 1900. évi nyári olimpiai játékok éremtáblázata lovaglásban | Az 1900. évi nyári olimpiai játékok éremtáblázata lovaglásban | Az 1900. évi nyári olimpiai játékok éremtáblázata lovaglásban | Az 1900. évi nyári olimpiai játékok éremtáblázata lovaglásban | Az 1900. évi nyári olimpiai játékok éremtáblázata lovaglásban | Olimpia  |
| ------------------------------------------------------------- | ------------------------------------------------------------- | ------------------------------------------------------------- | ------------------------------------------------------------- | ------------------------------------------------------------- | -------- |
|                                                               | Ország                                                        | Arany                                                         | Ezüst                                                         | Bronz                                                         | Összesen |
| 1.                                                            | Belgium (BEL)                                                 | 2                                                             | 1                                                             | 1                                                             | 4        |
| 2.                                                            | Olaszország (ITA)                                             | 1                                                             | 1                                                             | 0                                                             | 2        |
| 3.                                                            | Franciaország (FRA)                                           | 1                                                             | 0                                                             | 2                                                             | 3        |
|                                                               |                                                               |                                                               |                                                               |                                                               |          |
| Összesen                                                      | Összesen                                                      | 4                                                             | 2                                                             | 3                                                             | 9        |

## Érmesek
| Az 1900. évi nyári olimpiai játékok érmesei lovaglásban |                                               |                                               |                                           |
| Versenyszám                                             | Arany                                         | Ezüst                                         | Bronz                                     |
| Ugratás                                                 | Aimé Haegeman · Belgium (BEL)                 | Georges van der Poele · Belgium (BEL)         | Louis de Champsavin · Franciaország (FRA) |
| Magas ugratás                                           | Dominique Gardéres · Franciaország (FRA)      | Nem adták ki                                  | Georges van der Poele · Belgium (BEL)     |
| Magas ugratás                                           | Giovanni Giorgio Trissino · Olaszország (ITA) | Nem adták ki                                  | Georges van der Poele · Belgium (BEL)     |
| Távol ugratás                                           | Constant van Langhendonck · Belgium (BEL)     | Giovanni Giorgio Trissino · Olaszország (ITA) | de Bellegarde · Franciaország (FRA)       |